# Reformierte Kirche Bergün

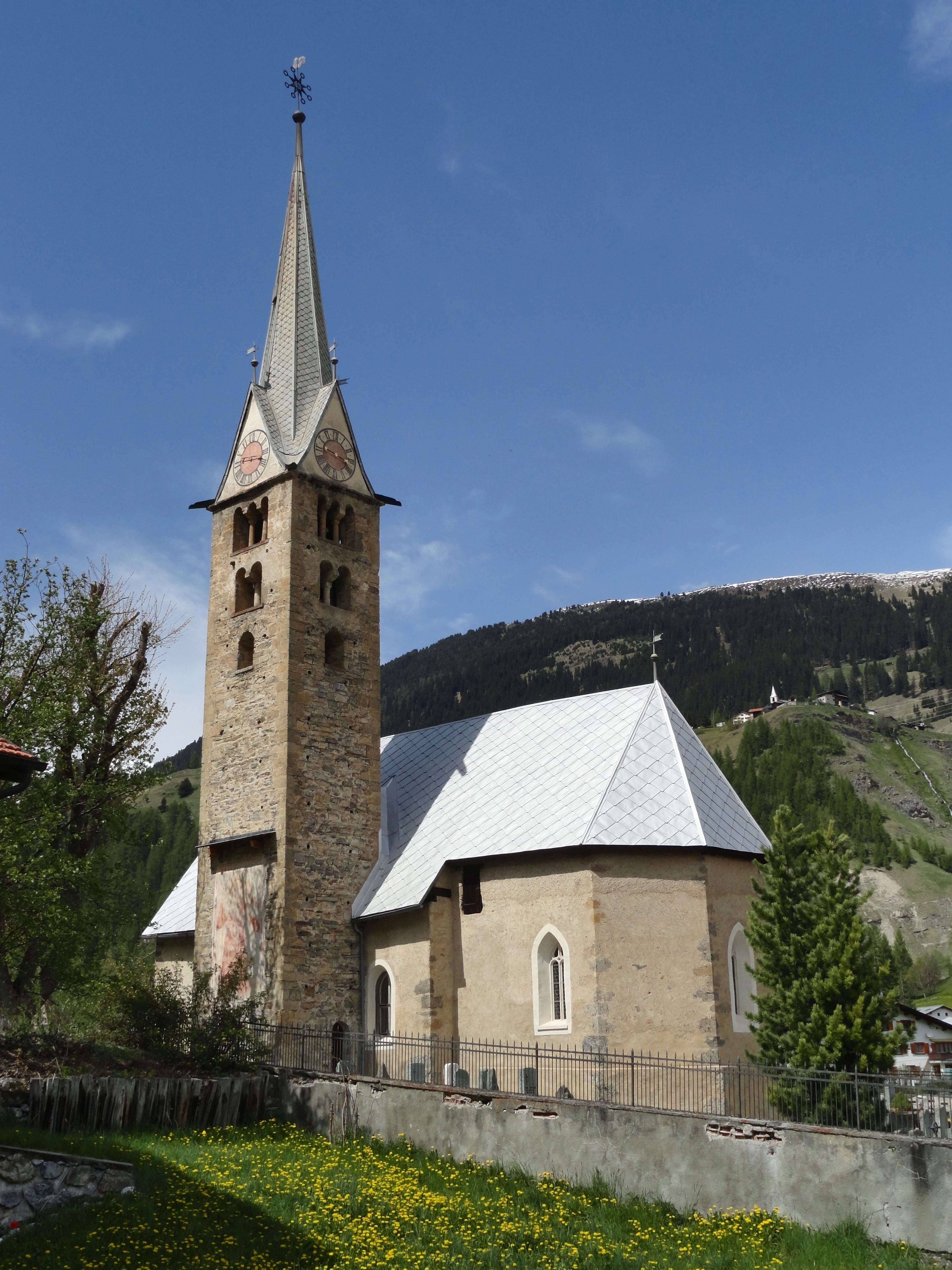
Aussenansicht

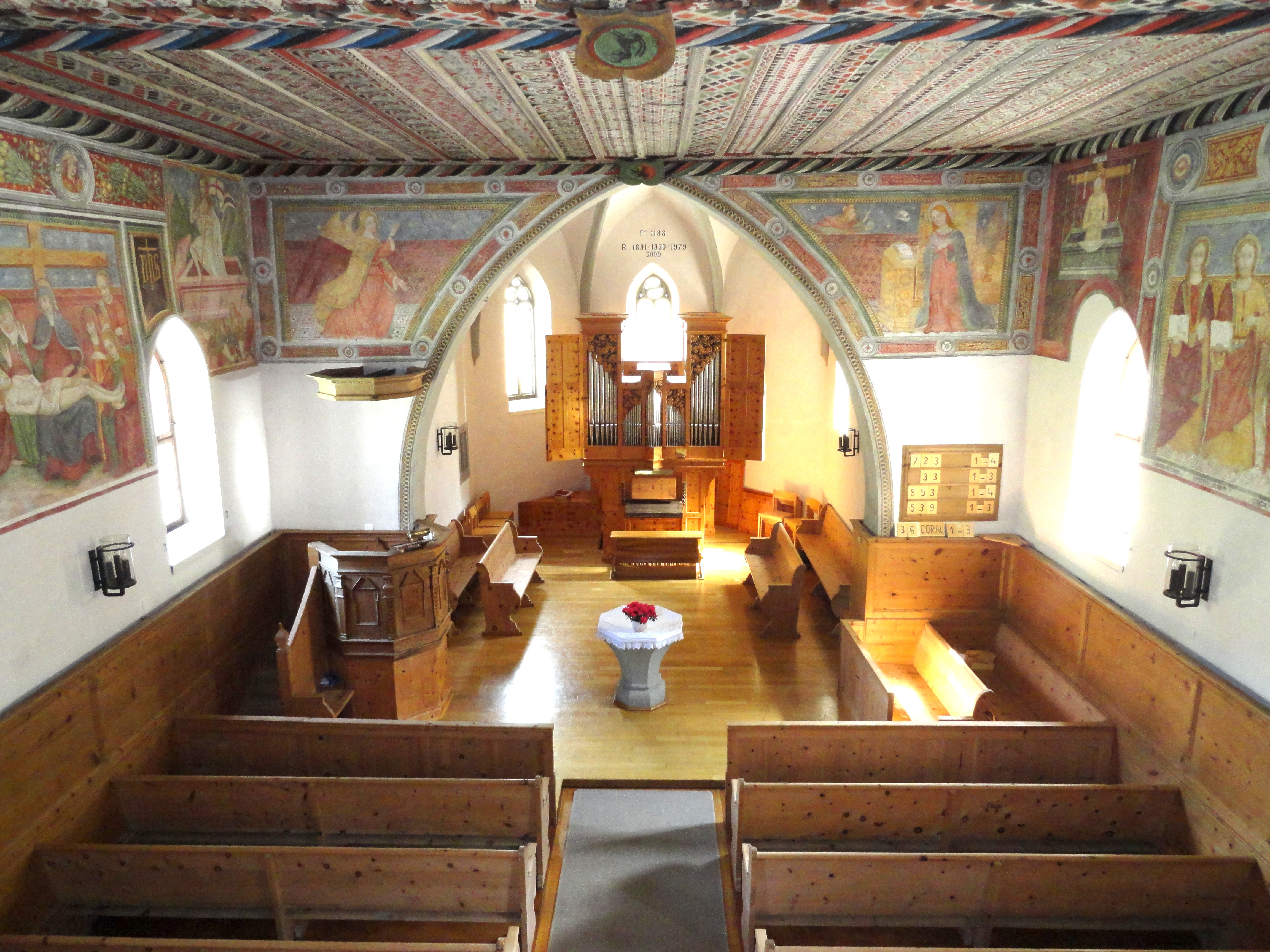
Kirchenraum

Die reformierte Kirche in Bergün/Bravuogn in Graubünden ist ein evangelisch-reformiertes Gotteshaus unter kantonalem Denkmalschutz. Das Gebäude steht am südöstlichen Dorfausgang Richtung Albulapass.

## Geschichte und Ausstattung
Die Kirche wurde 1188 errichtet. Noch in vorreformatorischer Zeit wurden ca. 1500 der Chor erneuert, das Kirchenschiff neu gefasst und der romanische Kirchturm mit einem neuen Helm über Wimpergen versehen.
Die Bergüner Kirche weist im Inneren eine durch Schnitzkunst reichverzierte, das gesamte Schiff durchziehende Holzdecke auf.
Der berühmte spätgotische Freskenzyklus ist eine italienische Wandmalerei aus der Zeit der Frührenaissance, u. a. mit Motiven zur Passion Jesu Christi.
Die mit Schalldeckel versehene Kanzel und die nur von aussen zugängliche Empore stammen aus der ersten Hälfte des 18. Jahrhunderts. Die Orgel ist jüngeren Datums und wurde 1979 eingebaut.
Zentral in der Kirche eingangs des Chores befindet sich der Taufstein, der nach reformiertem Bündner Brauch auch als Abendmahlstisch fungiert.
Die Orgel steht im Chor und wurde 1978 von Orgelbau Mathis gebaut. Sie verfügt über 14 Register auf zwei Manualen und Pedal. Das Orgelgehäuse besteht aus Arvenholz und hat Klappläden zum Verschließen des Orgelprospekts. Zwei Vorgängerinstrumente stammten von 1744 (unbekannter Orgelbauer) und 1930 (Metzler Orgelbau , Felsberg).
Die Kirchenglocken des dreistimmigen Glockengeläuts wurden 1953 von der Gießerei H. Rüetschi in Aarau (große e′-Glocke) und 1887 von der Giesserei Theus, Felsberg (Glocken g′ und b′) gegossen.

### Synode
Im Jahre 1618 ging von der Bündner Synode, die in Bergün tagte, das Thusner Strafgericht aus.

## Kirchliche Organisation
Die Evangelisch-reformierte Landeskirche Graubünden zählt Bergün zur Kirchengemeinde Val d'Alvra.

## Galerie

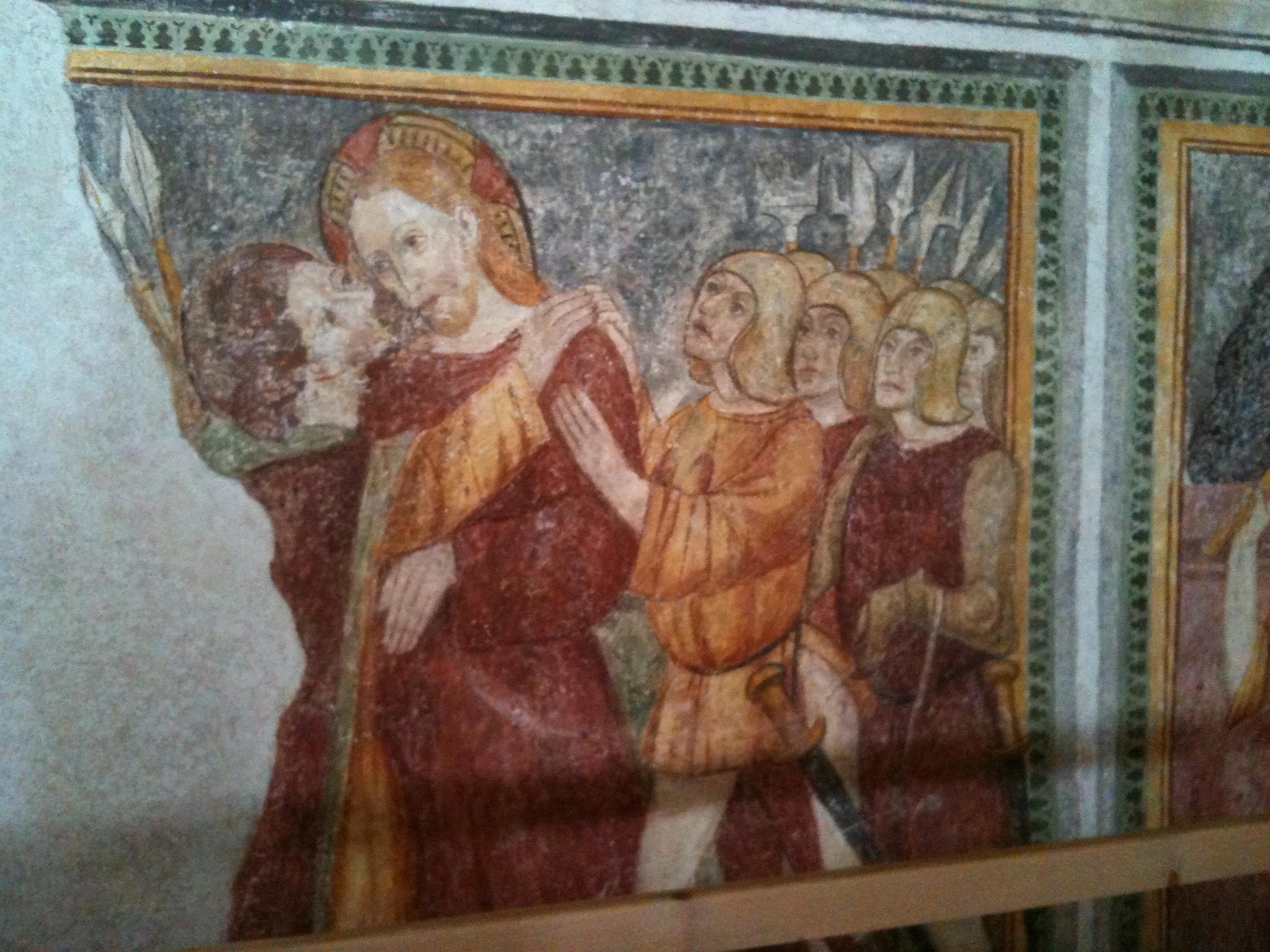
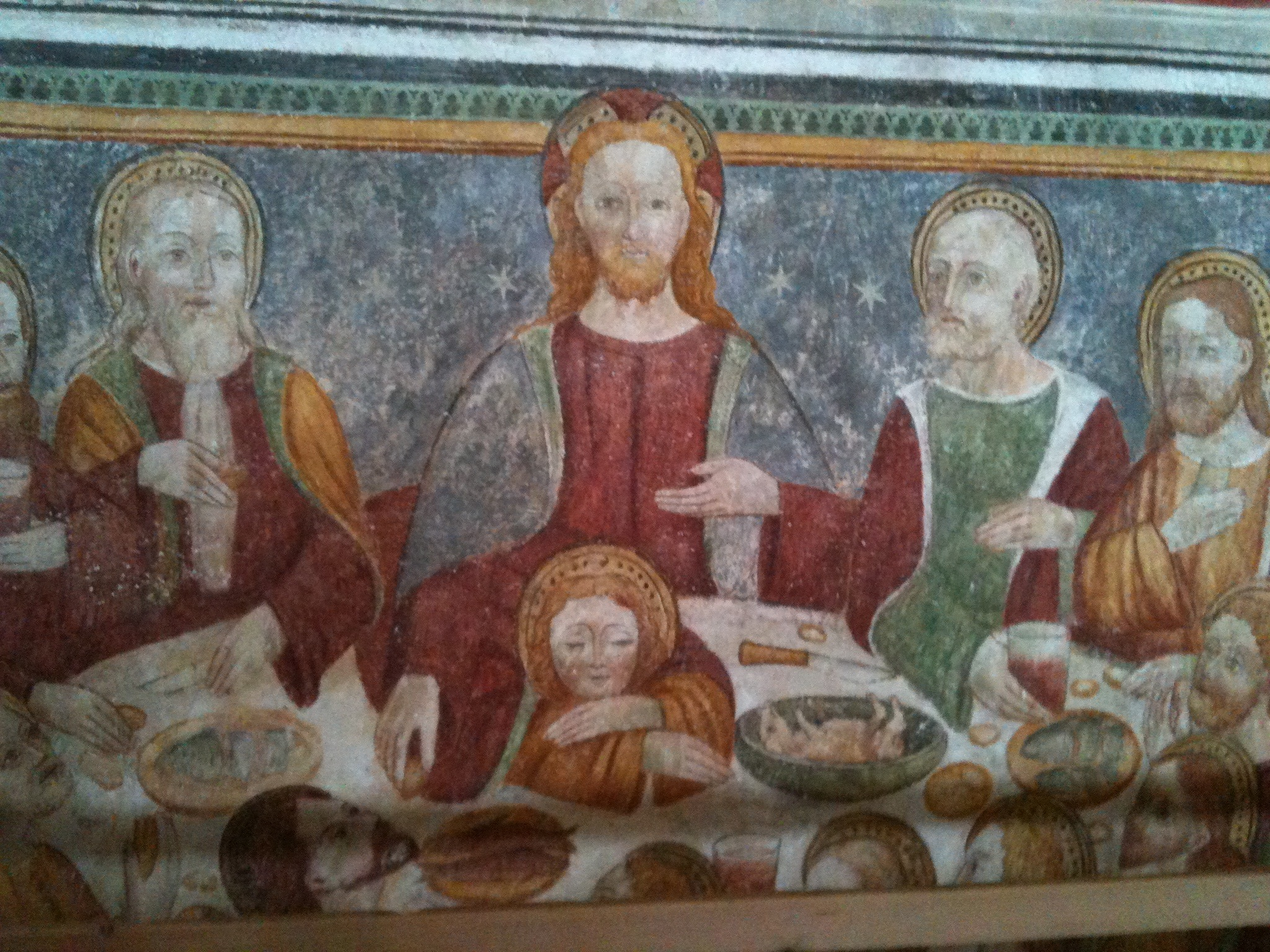
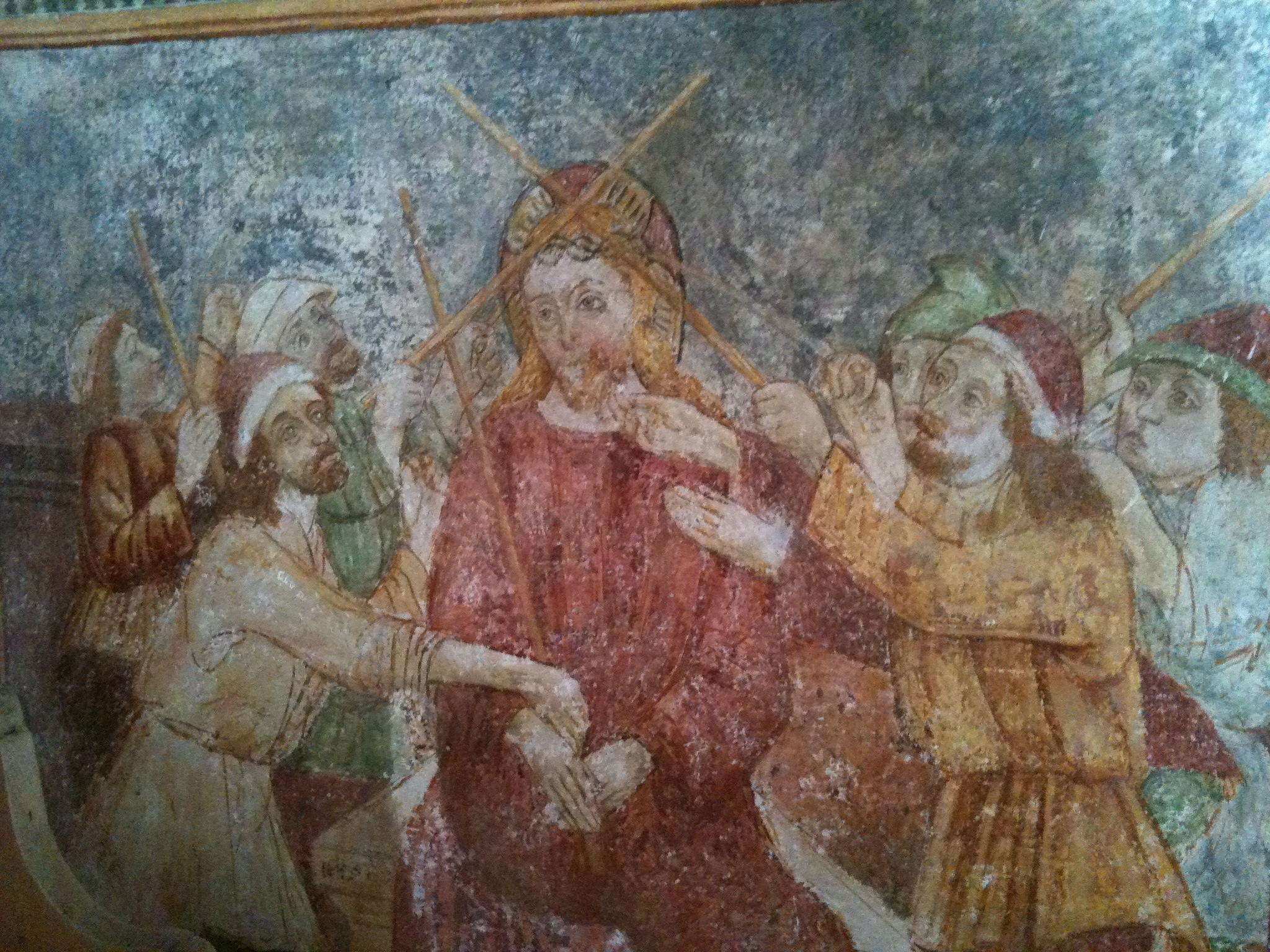
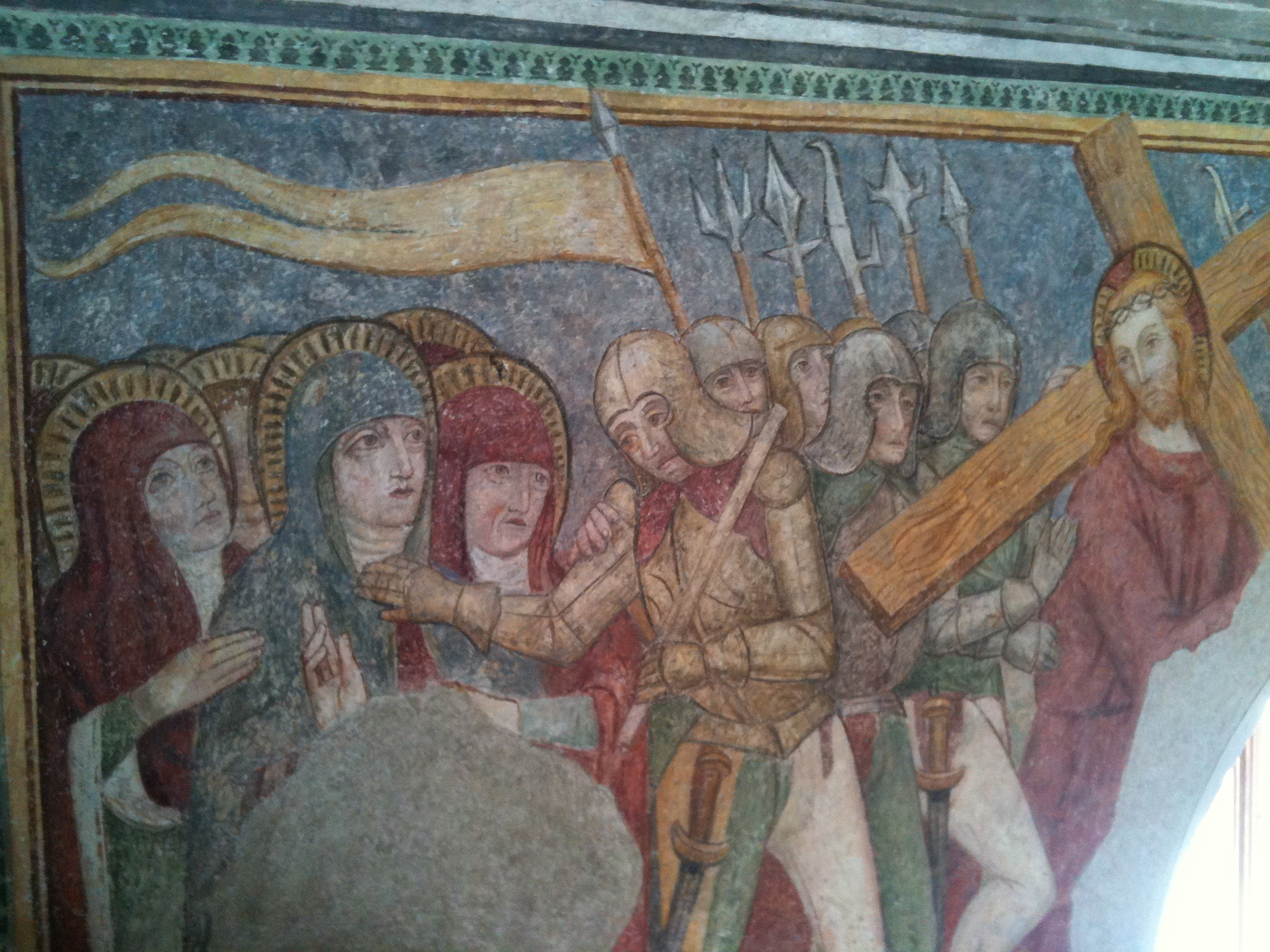
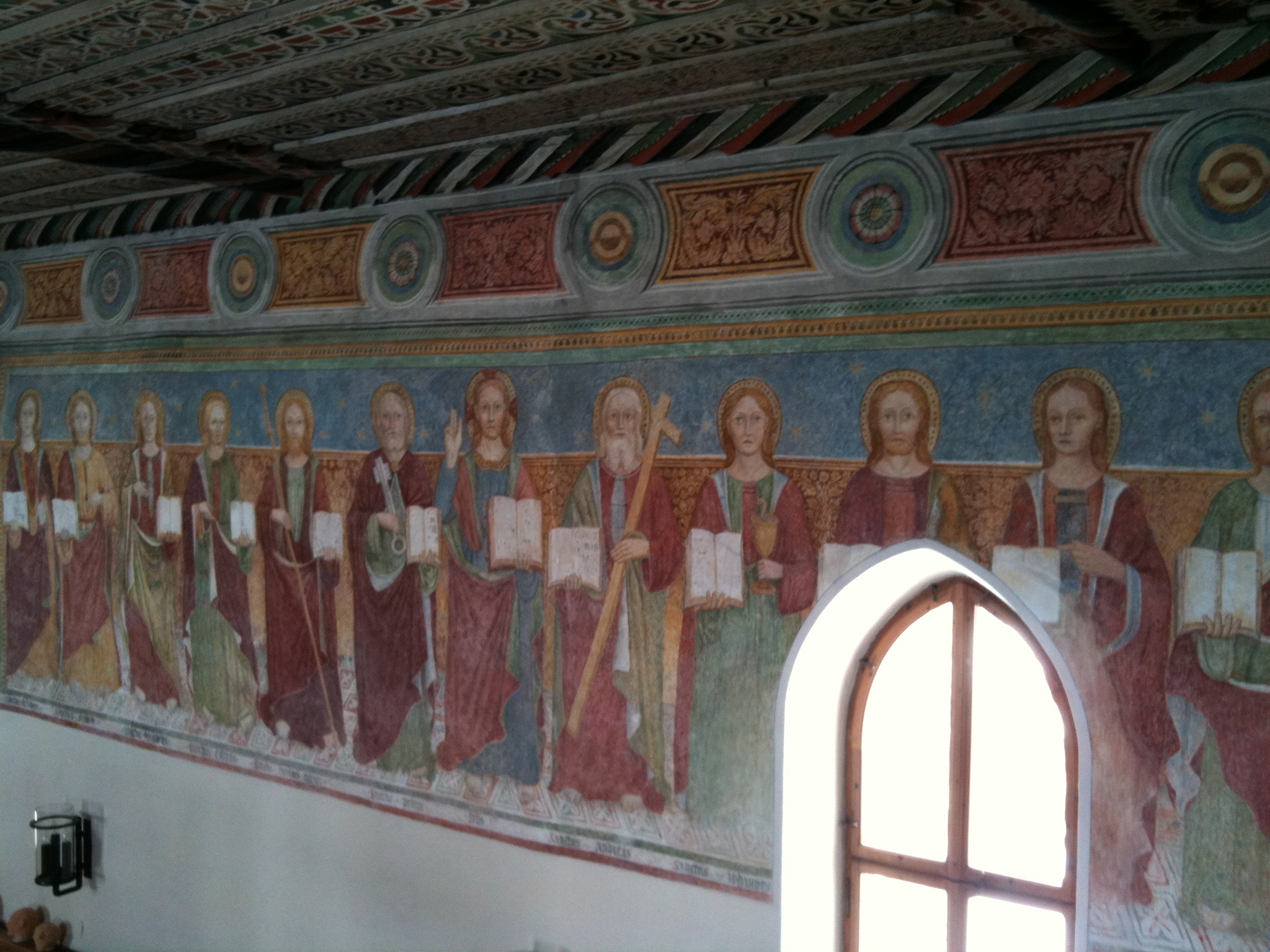
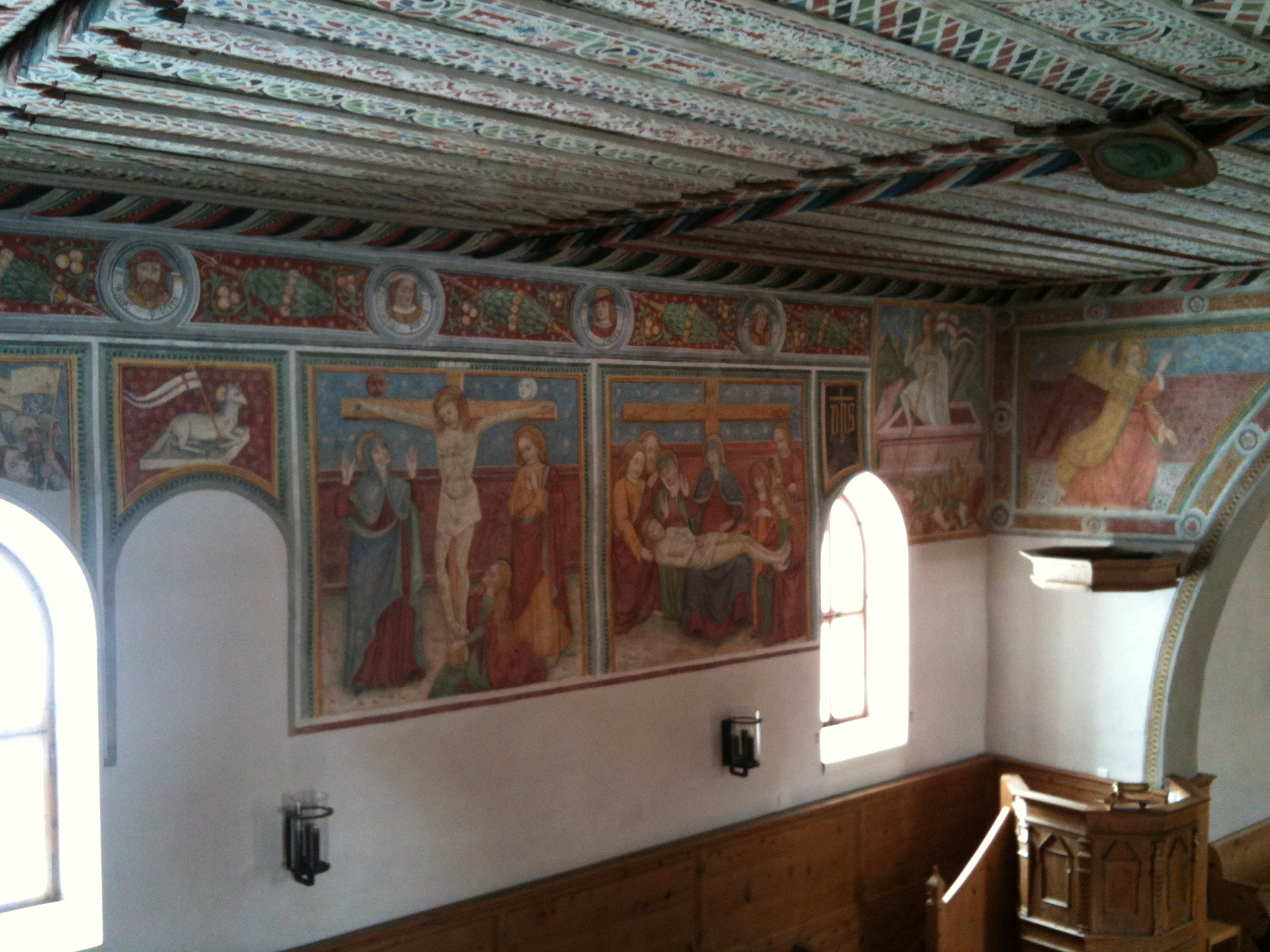
Fresken im Kirchenschiff
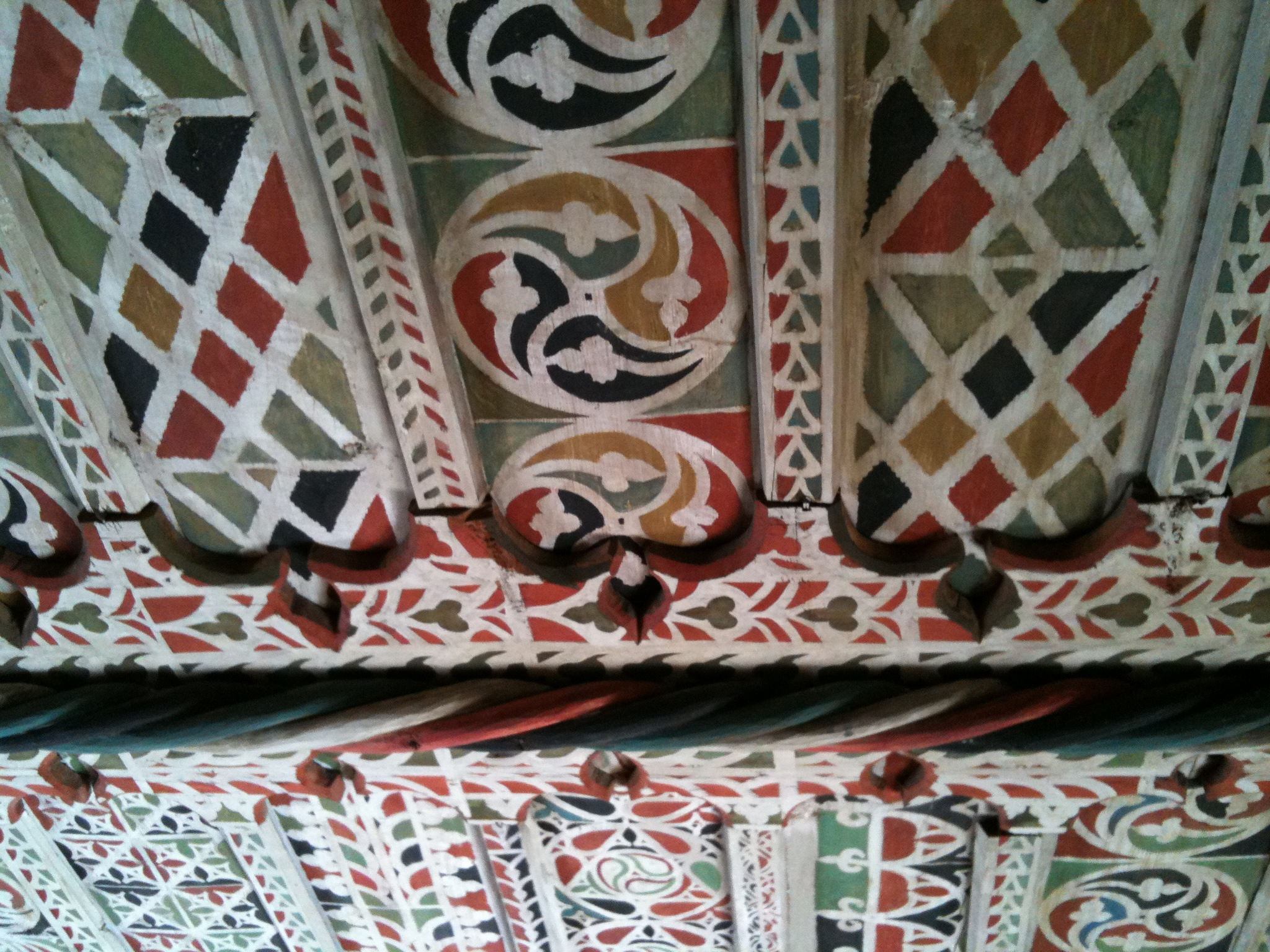
Deckenzier
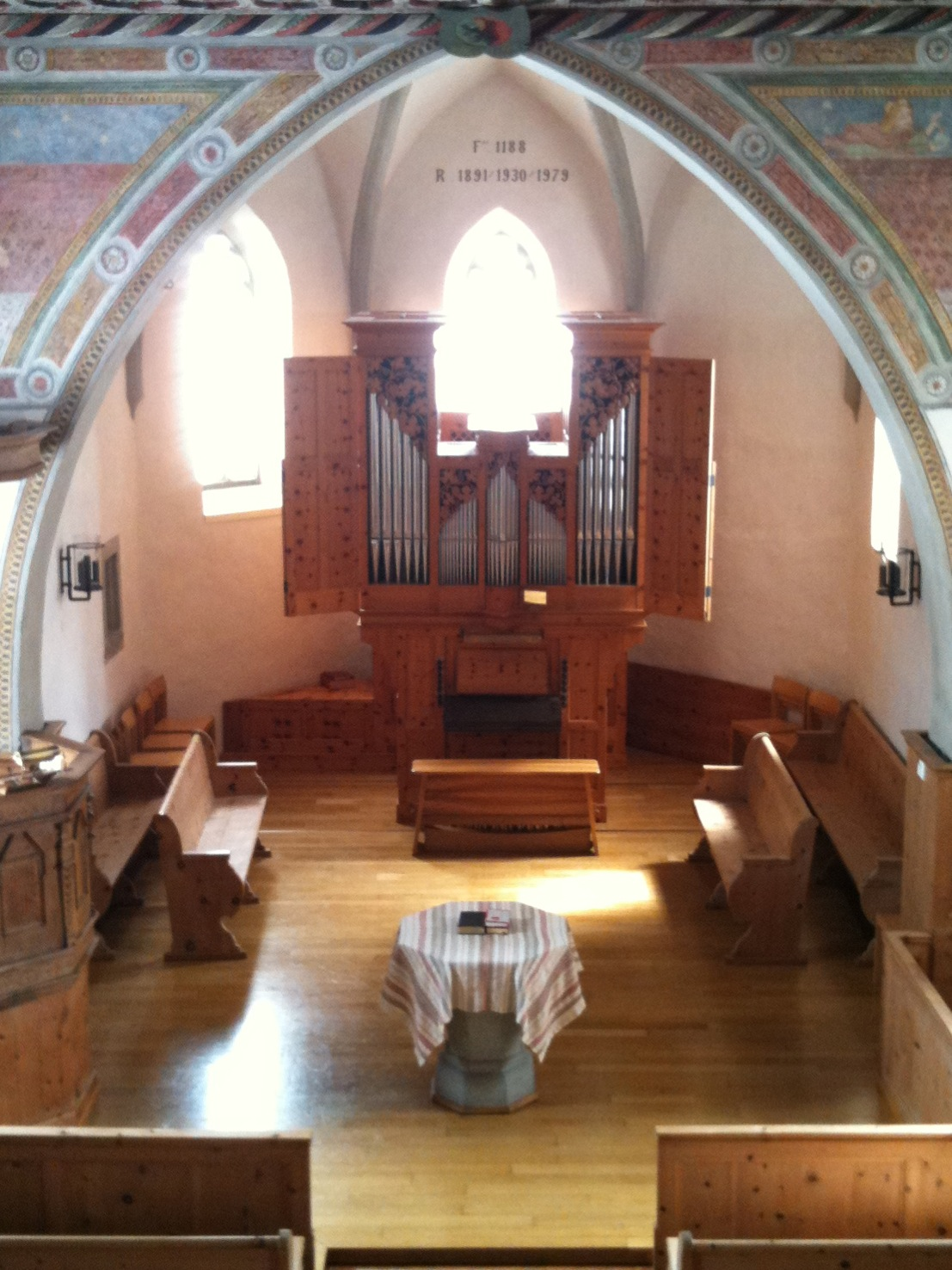
Blick auf Taufstein/Abendmahlstisch und Orgel
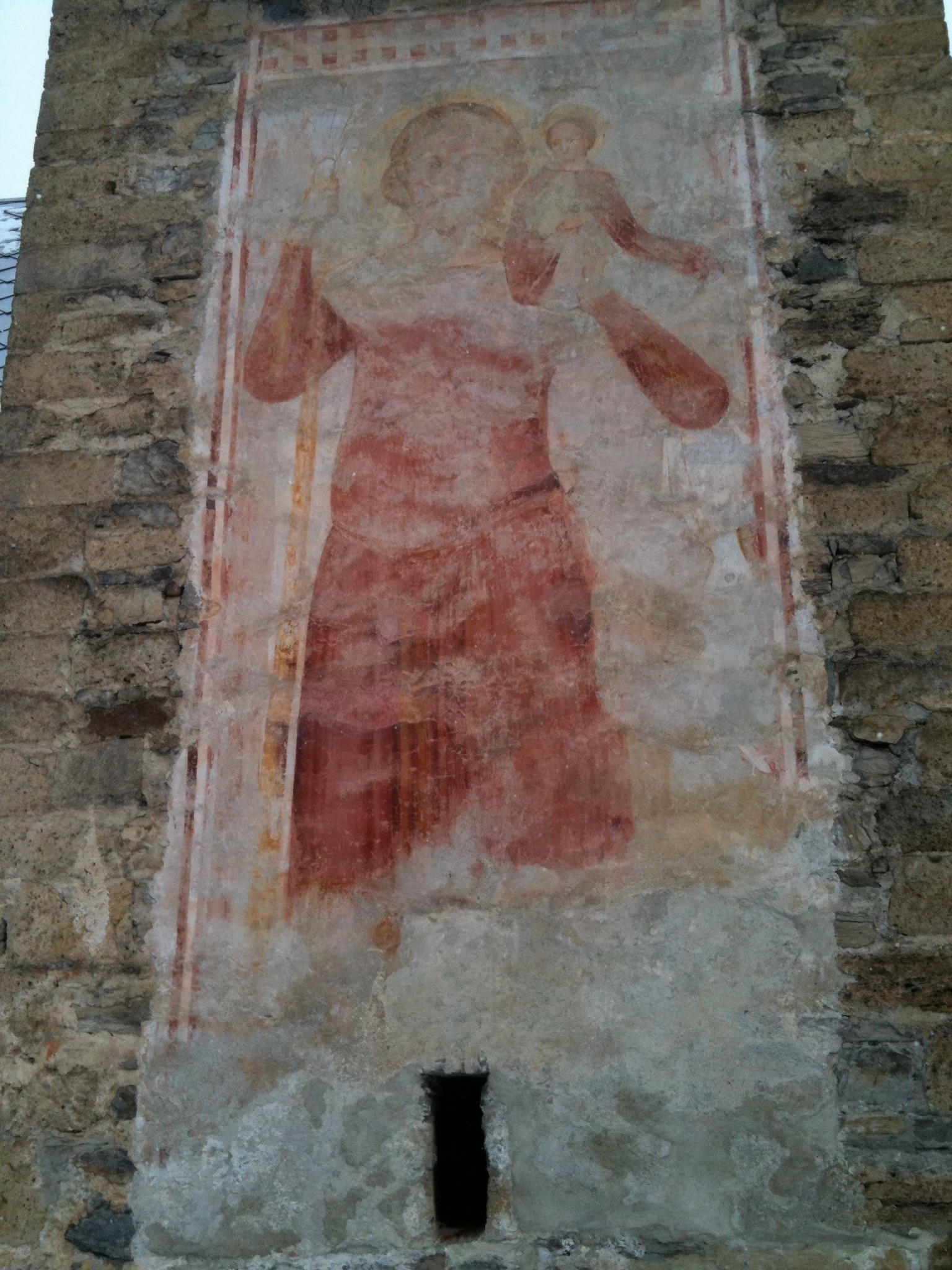
Christopherus-Motiv aussen am Turm
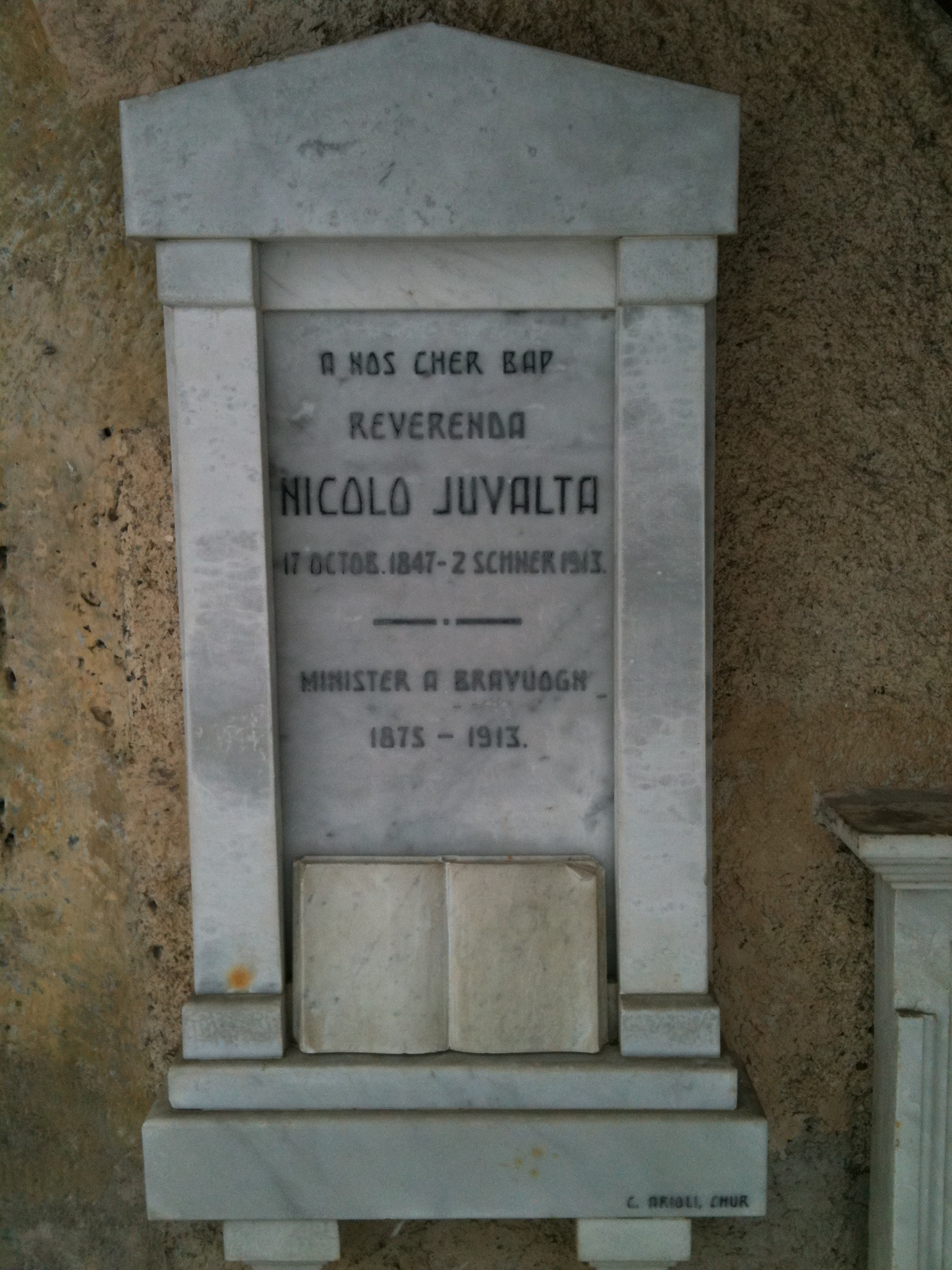
Epitaph vor dem Portal, einem früheren Pfarrer gewidmete Inschrift im Idiom Bargunsegner